# Estończycy w Kanadzie
Estończycy w Kanadzie (est. Eestlased Kanadas) – Estończycy oraz Kanadyjczycy pochodzenia estońskiego mieszkający w Kanadzie.

## Historia
Na przełomie lat 40. i 50. XX wieku do Kanady trafiło ok. 80 tys. Estończyków.
W Kanadzie mieszka obecnie ok. 24 530 Estończyków. Najwięcej mieszka ich w Toronto, Vancouverze oraz Montrealu.

## Kultura
W 1972 r. w Toronto odbył się pierwszy Światowy Estoński Festiwal. W Kanadzie działa założone w 1951 r. Eestlaste Kesknõukogu Kanadas (EKN), które ma za cel rozwój więzi pomiędzy Estończykami mieszkającymi w Kanadzie a tymi w Estonii. W Ottawie organizowany był co roku Baltic Film Festival, na którym pokazywane były najnowsze estońskie filmy. W 2011 r. został on przekształcony w Baltic and Nordic Film Festival “Bright Nights”, a pokazywane filmy pochodzą również z Estonii a także z Litwy, Łotwy oraz krajów nordyckich.

## Sławni Kanadyjczycy pochodzenia estońskiego
- Endel Tulving
- Elmar Tampõld
- Alison Pill
- Uno Prii
- Andreas Vaikla